# Talapatka
Talapatka (szlovénül: Telik, németül: Dölten) néhai település a Vendvidéken, amelyet 1934-ben egyesítettek a szomszédos Rábakisfaluddal Máriaújfalu néven, végül a településeket 1983-ban Szentgotthárdhoz csatolták.
A település a 20. századig a szentgotthárdi ciszterci apátság részét képezte, annak (részint szlovén) telepesei hozták létre a falut, amelyet először 1424-ben említenek Thele Pathaka néven. A falu Hársas-patak mentén található. 1570-ben az apátság 7 egész telkes, 6 féltelkes jobbágya és 5 zsellére élt itt. A falu felett a kisfaludi bíró bíráskodott (judicatus).
A 16. században Poppel János Miklós birtokát képezte. 1622-ben megtámadták a falut a törökök, 65 embert hurcoltak el és 6 házat felgyújtottak. A továbbiakban egy Oszmán Oda nevű pasának is fizettek adót a helybeliek. Az 1664. évi szentgotthárdi csata összecsapásának közvetlen közelében feküdt Talapatka, ezért teljesen elpusztult a harcok végére, ám a lakosság újraépítette.
A következő századokban is legfőbb birtokos a ciszterci apátság. Az úrbérrendezési összeírások szerint Talapatkát szlovénok, németek és magyarok közösen lakják, de a más nemzetiségűek sose voltak többségben a magyarokkal szemben, ezért mára kizárólag magyar nyelvű a település.
Az idők folyamán Rábakisfaludon és Talapatkán a házak egyre közelebb épültek egymáshoz, 1934-re a települések teljesen összeértek és a két falu Máriaújfalu néven egyesítették.
Határában a Hársas-patak felduzzasztásából tó is található, amit hivatalosan Hársas-tónak neveznek, de a környékbeliek leggyakrabban máriaújfalui tónak hívják.
Központján észak-déli irányban a 7455-ös út halad végig, ez köti össze Kisfaluddal és a 8-as főút vasszentmihályi szakaszától Szentgotthárd központjáig húzódó 7454-es úttal, illetve Őriszentpéterrel is.